# 董世祉
董 世祉（とう せし、生没年不詳）は、中華民国から中華人民共和国にかけてのカトリック神父。1950年代における中国カトリック教会の“四大才子”（董世祉、張伯達、陳哲敏、沈士賢）の一人でもある。

## 経歴
董世祉の原籍は四川省で、上海に生まれ、上海で学業及び修道生活を始め、その後北京に行ってベネディクト会に入会し、山東省のある教区に転入した。自費でスイスに留学して神学を学び、そこで神父になった。1936年に于斌が司教に任じられた南京教区に加わり、日中戦争中は後方に行って働いた。戦後は上海に戻り、リベリ大司教を助けて天主教教務協進委員会の成立の準備をし、協進会教理講座組組長に任じられた。
1951年6月23日（イエズスの聖心の祝日の主日）に、董世祉は重慶市のカトリック教徒の集会で“两全其美、自我牺牲”（両方を満足させ、自己を犠牲にする）という演説を発表し、公に霊魂を天主に捧げ、肉体を国家に捧げることを表明した。
| 「 | 今日、我々は教皇の代表であるリベリ大司教を攻撃しようとしている。明日は我々はイエズスの代表である教皇を攻撃するだろう。後日どうして我々が天主を攻撃しないでいられるだろうか? | 」 |

そして「リベリ大司教の忠実な走狗」だと批判された。逮捕されてから間もなく行方不明となった。7月1日、重慶市は天主教青年座談会を開き、董世祉の三自愛国運動に対する言論を批判した。50名余りのカトリック青年信徒が座談会に参加した。